# Clinique Cecil

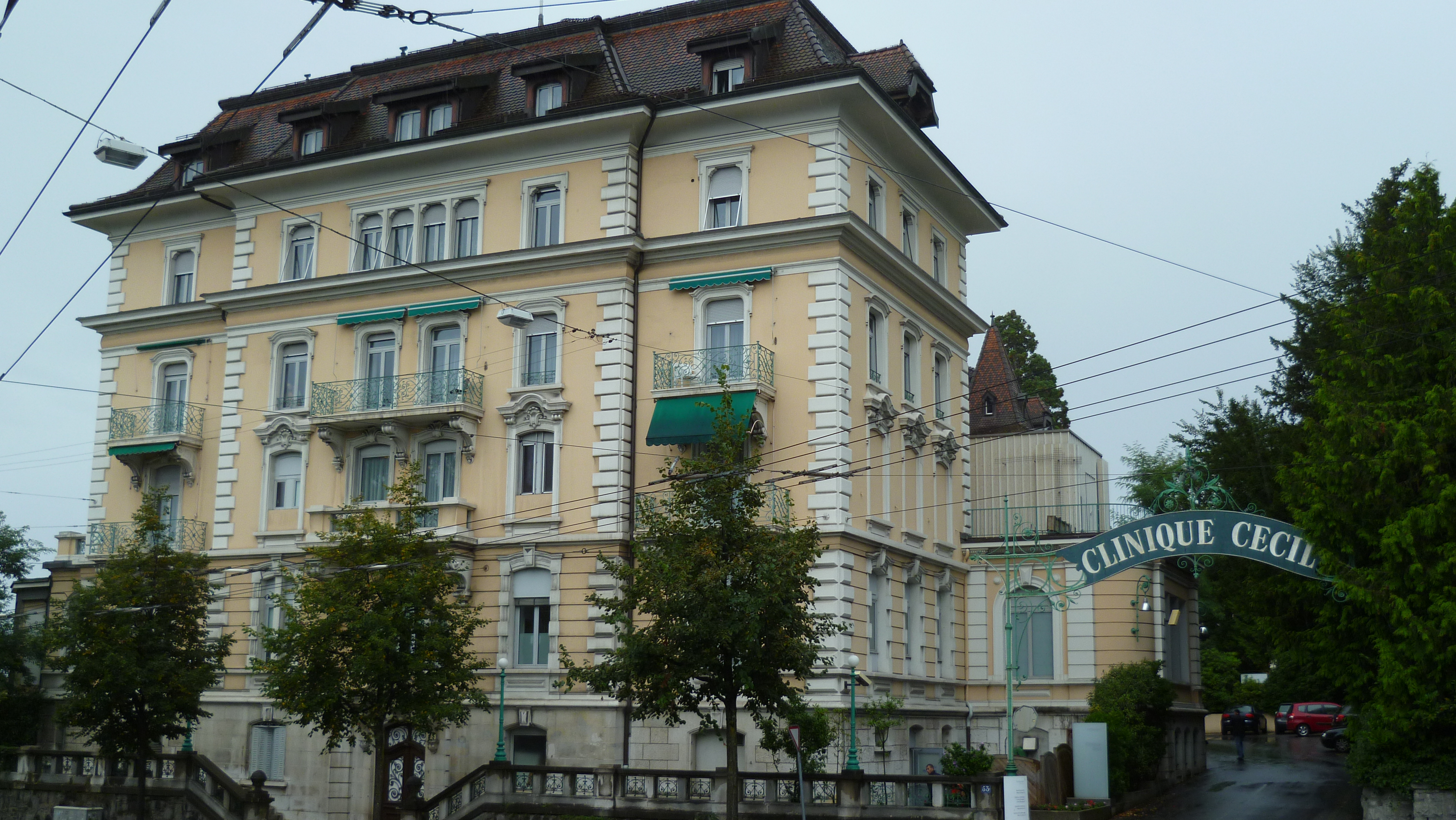
2013

Die Clinique Cecil ist ein Spital in Lausanne. Sie steht auf der Spitalliste des Kantons Waadt, welcher damit Leistungsaufträge zur medizinischen Grundversorgung erteilt hat. Die Klinik wurde 1931 gegründet und ist seit 1990 Teil der Hirslanden-Gruppe.

## Geschichte
Die Clinique Cecil wurde ursprünglich als Hotel Cecil erbaut. Der Architekt Charles Melley gestaltete die Pläne des im Jahr 1907 eröffneten Hotels. Dieses wurde im Jahr 1931 in die Clinique Cecil umgewandelt und fortan als Spital genutzt. Die Clinique Cecil ist seit 1990 Teil der Hirslanden-Gruppe.
Während der Weltumrundung des Solarflugzeuges Solar Impulse 2 koordinierte das Notfallzentrum der Clinique Cecil die medizinische Begleitung der beiden Piloten Bertrand Piccard und André Borschberg.

## Kennzahlen
| Jahr      | Anzahl Mitarbeiter | Anzahl Ärzte und Belegärzte | Anzahl Betten | Behandelte Patienten | Anzahl Geburten |
| --------- | ------------------ | --------------------------- | ------------- | -------------------- | --------------- |
| 2018/2019 | 470                | 386                         | 86            | 4375                 | 427             |
| 2019/2020 | 462                | 407                         | 86            | 4451                 | 454             |
| 2021/2022 | 488                | 403                         | 86            | 4683                 | 399             |
| 2022/2023 | 501                | 421                         | 86            | 4592                 | 341             |
| 2023/2024 | 489                | 439                         | 86            | 4667                 | 321             |

Quelle: Kennzahlenbericht der Clinique Cecil

## Fachgebiete
| Fachgebiet                          | behandelte, stationäre Patienten 2018/2019 | behandelte, stationäre Patienten 2018/2019 | behandelte, stationäre Patienten 2021/2022 | behandelte, stationäre Patienten 2022/2023 | behandelte, stationäre Patienten 2023/2024 |
| ----------------------------------- | ------------------------------------------ | ------------------------------------------ | ------------------------------------------ | ------------------------------------------ | ------------------------------------------ |
| Orthopädie/Sportmedizin             | 8                                          | 19                                         | 26                                         | 71                                         | 58                                         |
| Gynäkologie/Geburtshilfe            | 980                                        | 923                                        | 916                                        | 819                                        | 826                                        |
| Chirurgie/Viszeralchirurgie         | 569                                        | 544                                        | 631                                        | 706                                        | 719                                        |
| Innere Medizin                      | 609                                        | 569                                        | 832                                        | 676                                        | 599                                        |
| Urologie                            | 486                                        | 659                                        | 694                                        | 643                                        | 698                                        |
| Onkologie/Hämatologie               | 35                                         | 24                                         | 13                                         | 7                                          | 4                                          |
| Oto-Rhino-Laryngologie              | 5                                          | 11                                         | 6                                          | 7                                          | 18                                         |
| Angiologie/Gefässchirurgie          | 143                                        | 139                                        | 63                                         | 113                                        | 164                                        |
| Gastroenterologie                   | 9                                          | 3                                          | 3                                          | 7                                          | 13                                         |
| Neurochirurgie                      | 329                                        | 270                                        | 225                                        | 171                                        | 253                                        |
| Plastische Chirurgie                | 169                                        | 219                                        | 331                                        | 260                                        | 182                                        |
| Kardiologie                         | 588                                        | 554                                        | 525                                        | 540                                        | 567                                        |
| Handchirurgie                       | 2                                          | 0                                          | 1                                          | 1                                          | 1                                          |
| Herz- und thorakale Gefässchirurgie | 312                                        | 283                                        | 447                                        | 409                                        | 345                                        |
| Anästhesiologie/Schmerztherapie     | 21                                         | 35                                         | 76                                         | 56                                         | 58                                         |
| Kiefer- und Gesichtschirurgie       | 19                                         | 22                                         | 19                                         | 17                                         | 0                                          |
| Radiologie/Neuroradiologie          | 48                                         | 59                                         | 68                                         | 76                                         | 63                                         |
| Pneumologie                         | 0                                          | 2                                          | 3                                          | 4                                          | 1                                          |

Quelle: Kennzahlenbericht der Clinique Cecil